# Trichopria incrassata
Trichopria incrassata är en stekelart som först beskrevs av Carl-Axel Jansson 1955.  Trichopria incrassata ingår i släktet Trichopria, och familjen hyllhornsteklar. Arten är reproducerande i Sverige.